# Cigno (torpilleur)
Pour les articles homonymes, voir Cigno.
Le Cigno (fanion « CG ») était un torpilleur italien de la classe Spica - type Climene lancé en 1936 pour la Marine royale (en italien : Regia Marina). 

## Conception et description
Les torpilleurs de la classe Spica devaient répondre au traité naval de Londres qui ne  limitait pas le nombre de navires dont le déplacement standard était inférieur à 600 tonnes. Hormis les 2 prototypes, 3 autres types ont été construits : Alcione, Climene et Perseo. Ils avaient une longueur totale de 81,42 à 83,5 mètres, une largeur de 7,92 à 8,20 mètres et un tirant d'eau de 2,55 à 3,09 mètres. Ils déplaçaient 652 à 808 tonnes à charge normale, et 975 à 1 200 tonnes à pleine charge. Leur effectif était de 6 à 9 officiers et de 110 sous-officiers et marins
Les Spica étaient propulsés par deux turbines à vapeur à engrenages Parsons , chacune entraînant un arbre d'hélice et utilisant la vapeur fournie par deux chaudières Yarrow. La puissance nominale des turbines était de 19 000 chevaux-vapeur (14 000 kW) pour une vitesse de 33 nœuds (61 km/h) en service, bien que les navires aient atteint des vitesses supérieures à 34 nœuds (62,97 km/h) lors de leurs essais en mer alors qu'ils étaient légèrement chargés. Ils avaient une autonomie de 1 910 milles nautiques (3 540 km) à une vitesse de 15 nœuds (27,7 km/h)
Leur batterie principale était composée de 3 canons 100/47 OTO Model 1937. La défense antiaérienne (AA) des navires de la classe Spica était assurée par 4 mitrailleuses jumelées Breda Model 1931 de 13,2 millimètres. Ils étaient équipés de 2 tubes lance-torpilles de 450 millimètres (21 pouces) dans deux supports jumelés au milieu du navire.  Les Spica étaient également équipés de  2 lanceurs de charges de profondeur et d'un équipement pour le transport et la pose de 20 mines.

## Construction et mise en service
Le Cigno est construit par le chantier naval Cantiere navale di Ancona à Ancône en Italie, et mis sur cale le 11 mars 1936. Il est lancé le 24 novembre 1936 et est achevé et mis en service le 15 mars 1937. Il est commissionné le même jour dans la Regia Marina.

## Histoire de service
Au cours de sa première période de service, le torpilleur Cigno opère dans les eaux de la Sicile.
Pendant la guerre civile espagnole, le torpilleur effectuée des missions de lutte contre la contrebande en faveur des troupes républicaines espagnoles.
En avril 1939, le Cigno se distingue, sous le commandement du capitaine de corvette (capitano di corvetta) Marcello Pucci Boncambi, dans les opérations d'occupation de l'Albanie.
Lors de l'entrée de l'Italie dans la Seconde Guerre mondiale, le Cigno est le chef d'escadron du XIe escadron de torpilleurs basé à Tripoli, qu'il forme avec ses navires-jumeaux (sister-ships) Castore, Climene et Centauro. Il opère principalement sur des missions d'escorte entre la Sicile et l'Afrique du Nord, sauvant à plusieurs reprises des survivants d'unités coulées.
Le 6 août 1940, le torpilleur, ainsi que ses navires-jumeaux Aldebaran, Pleiadi et Cassiopea, escortent les croiseurs Alberico da Barbiano ed Alberto di Giussano et les destroyers Pigafetta et Zeno engagés dans la pose de champs de mines dans les eaux de Pantelleria.
Dans la nuit du 16 au 17 septembre 1940, le Cigno est amarré à la jetée Sottoflutto du port de Benghazi, entre le destroyer Aquiloneet le vapeur Gloriastella, lorsque la ville libyenne est attaquée par 9 bombardiers-torpilleurs Fairey Swordfish (armés pour l'occasion de bombes et non de torpilles) du 815e escadron (815th Squadron) de la Fleet Air Arm, qui avaient décollé du porte-avions HMS Illustrious (R87),,. L'attaque a commencé à 00h30 le 17, mais déjà avant que l'alarme aérienne ne soit donnée, le Cigno a ouvert le feu avec ses propres armes contre l'un des avions,. Vers 0h57, l'une des bombes touche le Cigno sur le côté gauche de la verrière du château, massacrant le personnel qui, se retrouvant dans leurs couchettes à cause de l'heure, se précipite de leurs quartiers vers leurs postes de combat en passant par les deux passages du sous-château,. Presque au même moment, le Gloriastella est également touché, qui est secoué par des explosions qui touchent également le Cigno avec de nombreux éclats et débris,. À bord du torpilleur, qui est sérieusement endommagé, un violent incendie se déclare, qui ne peut être maîtrisé qu'après plusieurs heures, également après l'inondation du dépôt de munitions avant,. Parmi l'équipage du Cigno, on compte 24 morts (5 officiers mariniers et 19 chefs et marins) et 46 blessés (6 officiers mariniers et 40 chefs et marins).
Au cours de l'année 1941, les mitrailleuses de 13,2 mm, peu inefficaces, sont débarquées et remplacées par 6 à 10 canons de 20/65 mm plus efficaces,. Deux lanceurs de charges de profondeur supplémentaires sont également embarqués.
Le 1er février 1941, le Cigno et le Centauro quittent Benghazi pour escorter les navires à vapeur Multedo, Giovinezza et Utilitas à Tripoli. Le 3 février, le sous-marin britannique HMS Truant (N68) attaque le convoi avec trois torpilles lancées contre le Utilitas et le Giovinezza, qui sont manqués, tandis qu'il n'y a aucune certitude sur la perte du Multedo, s'il a été torpillé par le HMS Truant ou s'il a coulé pour d'autres causes.
Du 8 au 10 avril, les torpilleurs Procione, Cigno et Orione escortent de Naples à Tripoli un convoi composé des navires marchands Leverkusen, Wachtfels, Arcturus, Ernesto et Castellon avec des unités de l'Afrika Korps à bord. Le voyage se déroule sans encombre.
Dans les jours qui suivent le 16 avril, le navire participe, avec plusieurs autres unités air-mer, aux opérations de sauvetage des survivants des navires du convoi "Tarigo" (Bataille des îles Kerkennah), détruits par une formation de destroyers britanniques (1 248 hommes sont sauvés sur environ 3 000 à bord des unités coulées.
Du 5 au 7 mai, l'unité escorte, avec les destroyers Fulmine et Euro et les torpilleurs Centauro, Orsa, Procione et Perseo, un convoi composé des vapeurs Marburg, Kybfels, Rialto, Reichenfels et Marco Polo sur la route de Tripoli à Palerme.
Dans la nuit du 24 mai, le Cigno participe aux opérations de sauvetage du transport de troupes Conte Rosso, torpillé et coulé par le sous-marin HMS Upholder (1 297 hommes perdent la vie, tandis que 1 432 sont sauvés).
Le 26 mai, il appareille de Naples pour escorter vers Tripoli, avec les destroyers Vivaldi et da Noli et les torpilleurs Procione et Pegaso, les navires à moteur Andrea Gritti, Marco Foscarini, Sebastiano Venier, Rialto, Ankara et Barbarigo. Malgré les attaques aériennes, qui endommagent le Foscarini et le Venier, le convoi atteint sa destination le 28. À cette occasion, deux bombardiers britanniques Bristol Blenheim sont abattus.
Le 19 juin, le torpilleur escorte de Tripoli à Trapani et Naples un convoi qui comprend les vapeurs Caffaro et Nirvo et le torpilleur Polluce.
Le 17 juillet 1941, lors d'une attaque aérienne sur Benghazi, le Cigno est à nouveau touché par une bombe, avec la perte de 24 hommes et la blessure de 15 autres.
Le 22 août, le Cigno et le torpilleur d'escorte Pegaso quittent Palerme pour escorter le transport militaire Lussin, le vapeur Alcione (qui remorque le Lussin) et le pétrolier Alberto Fassio vers Tripoli. Le même jour, à 16h30, le sous-marin britannique HMS Upholder torpille et coule le Lussin à deux milles nautiques (3,7 km) au nord-ouest de Capo San Vito. Le Cigno et le Pegaso ont récupéré 83 survivants.
Les 16 et 17 octobre, le Cigno escorte de Naples à Trapani, avec les destroyers Folgore, Fulmine, Usodimare, Gioberti, da Recco et Sebenico, un convoi composé des vapeurs Probitas, Beppe, Caterina et Paolina et du navire à moteur Marin Sanudo (le convoi, élargi par d'autres unités marchandes et militaires, continue jusqu'à Tripoli sans le Cigno, subissant des dommages et des pertes dus aux attaques aériennes et sous-marines britanniques).
Entre le 12 et le 13 décembre 1941, le Cigno, sous le commandement du capitaine de corvette (capitano di corvetta) Riccardi, est désigné pour escorter, avec son navire-jumeau Climene, les deux croiseurs légers Alberico da Barbiano et Alberto di Giussano, membres de la IVe division, en mission de transport de 135 soldats et d'une cargaison de 100 tonnes d'essence d'aviation, 250 tonnes de carburant diesel, 600 tonnes de fuel et 900 tonnes de provisions, de Palerme à Tripoli. Avant son départ, le Climene est immobilisé au port par des pannes de moteur, de sorte que le Cigno reste la seule unité d'escorte pour les deux croiseurs. À 17h24 le 12 décembre, le Cigno quitte ses amarres dans le port de Palerme et prend la mer, en tête de la formation, suivi à 2 000 mètres par le Da Barbiano, tandis que le Di Giussano ferme la file. À 23h15, les trois navires reçoivent l'ordre de se mettre en position de combat. Avançant à une vitesse de 23 nœuds (42,6 km/h), la IVe division passe au nord des îles Égades puis vire au sud en route vers le Cap Bon, où elle est arrivée à 2h56 le 13 décembre (à 3,5 milles nautiques (6,5 km),. Après avoir contourné la péninsule du Cap Bon, à 3h15, les navires font un virage de 180°, mais déjà vers 3 h, la IVe flottille de destroyers britannique, composée des destroyers HMS Sikh (F82), HMS Maori (F24), HMS Legion (G74) (britannique) et Hr.Ms. Isaac Sweers (néerlandais), est arrivée dans les eaux du Cap Bon, envoyée après que les Britanniques aient décrypté, grâce à ULTRA, les messages contenant des informations sur la mission de la IVe division. En outre, à 2h45, un éclaireur britannique  aperçoit et survole les navires italiens,. À 3h20, l'amiral Toscano, commandant de la IVe division et à bord du Da Barbiano, ordonne d'inverser le cap en tournant de 180° en sens inverse, mais cet ordre perturbe momentanément la formation. Le Di Giussano, en effet, ne reçoit pas l'ordre et ne manœuvré que lorsqu'il se rend compte que le Da Barbiano tourne, s'alignant plutôt mal avec lui, tandis que le Cigno, ignorant le changement de cap, continue sur sa trajectoire précédente jusqu'à 3h25, heure à laquelle il se rend enfin compte que le Da Barbiano tournait, lorsqu'il s'est finalement rendu compte de la manœuvre et s'est dirigé pour rejoindre les deux croiseurs, contre lesquels il est néanmoins resté en arrière,. Mais déjà à 3h22 du matin, les destroyers ennemis émergent de l'obscurité et attaquent. Touché par trois torpilles et par des tirs d'artillerie, le Da Barbiano s'embrase immédiatement et coule, chavirant en dix minutes, tandis que le di Giussano, après avoir tiré trois salves, est également touché, se retrouvant immobilisé et incendié,. Le Cigno, arrivé tardivement sur les lieux, ne peut qu'assister impuissant à la destruction des deux croiseurs. Alors que les navires ennemis s'éloignent à grande vitesse et dans la direction opposée, le torpilleur lance contre eux une torpille, qui ne touchent pas, et a un bref et infructueux échange de coups de feu avec le Isaac Sweers, avec lequel il risque d'entrer en collision,, (le navire néerlandais lance également quatre torpilles contre le torpilleur italien, qui réussit toutefois à les éviter). À la fin de la bataille, le Cigno retourne à l'endroit où le Da Barbiano a coulé - à la place duquel, écrivit le commandant Riccardi dans son rapport, "il n'y a rien à flot que de l'essence brûlante" - et récupère les naufragés . Puis il s'approche du Di Giussano qui, réduit à l'état d'épave, flotte encore. Le torpilleur tourne autour du croiseur mourant en récupérant les survivants, le couvre d'un écran de fumée et ouvre le feu contre un avion qui survole l'unité à basse altitude. A 4h20, le Di Giussano coule en se brisant en deux. Le Cigno poursuit la recherche des naufragés jusqu'à 14h00 le 13 décembre, sauvant plus de 500 survivants et prenant à bord le commandant du Di Giussano, le capitaine de vaisseau (capitano di vascello) Giovanni Marabotto, qui prend en charge les opérations de sauvetage. Après ces opérations, le torpilleur se dirige vers Trapani,.
Le 5 mars 1942, le Cigno et le torpilleur Procione bombardent avec des grenades sous-marines le sous-marin britannique HMS Uproar (P31), qui torpille et coule le navire à moteur Marin Sanudo à la position géographique de 35° 27′ N, 12° 12′ E (environ dix milles nautiques (19 km) au sud-ouest de Lampione).
Le 8 juin, le torpilleur récupère les survivants du destroyer HMS Uproar (P31), accidentellement coulé par le sous-marin italien Alagi alors qu'il escortait un convoi vers la Libye.
Du 10 au 12 juin, le Cigno, ainsi que son navire-jumeau Circe et le destroyer Premuda, escortent les navires à moteur Sestriere et Vettor Pisani de Palerme à Tripoli, qui arrivent sains et saufs malgré une attaque aérienne le 11.
Le 9 novembre, le navire, avec les torpilleurs Lince et Abba, escorte au port le croiseur léger Attilio Regolo, qui revient pour remorquer le remorqueur Polifemo après avoir été torpillé par le sous-marin HMS Unruffled (P46) à la position géographique de 38° 14′ N, 12° 41′ E (au large du cap San Vito Siculo) et avoir perdu sa proue (pendant la navigation, le sous-marin britannique HMS United (P44) tente d'achever le croiseur mais échoue),.
Le 13 décembre 1942, à 15h39, le convoi - les navires à vapeur Macedonia et Jeadjoer - que le Cigno, avec quatre torpilleurs allemands, escorte de Sousse à Palerme, est attaqué par le sous-marin britannique HMS Umbra (P35) qui torpilla le navire à vapeur allemand Macedonia à la position géographique de 35° 54′ N, 10° 39′ E (1,5 mille nautiques (2,8 km) au nord de Souse), l'endommageant. Le navire allemand est achevé par des attaques aériennes à 15h12 le jour suivant,.
Le 30 janvier 1943, à 11 h 30, le torpilleur quitte Trapani pour escorter le vapeur allemand Lisboa à destination de Souse, mais à 15h08 le lendemain, le navire allemand est touché par une torpille du sous-marin britannique HMS Unruffled et coule à cinq milles nautiques (9 km) au nord de Sousse.
Le 12 mars 1943, le Cigno, escorte de Naples à Tunis, avec les torpilleurs Libra et Orione, les corvettes Cicogna et Persefone et les chasseurs de sous-marins VAS 231 et VAS 232, les transports Caraibe, Sterope et Esterel, quand - à 22h19 - le convoi est attaqué par le sous-marin britannique HMS Thunderbolt (N25), qui torpille et endommage sérieusement le Esterel à deux milles nautiques (3,7 km) au large de San Vito Lo Capo,,,,,. Dans la nuit du 12 au 13, le Libra parvient à localiser le sous-marin et lance sept grenades sous-marines, mais ne parvient pas à l'atteindre. Le lendemain, la corvette Cicogna parvient plutôt à couler le HMS Thunderbolt,,,.
Le 14 mars 1943, à 22h00, le Cigno quitte Bizerte pour escorter, avec trois autres unités (le torpilleur Sirio et les corvettes Cicogna et Persefone), un convoi de cinq navires marchands (Ethylene, Labor, Volta, Teramo, Forlì) qui rentrent en Italie. Le 17 mars à 12h11, le convoi, réduit au seul pétrolier Labor et au vapeur Forlì escorté par le Cigno, le Sirio et le Persefone, est attaqué par le sous-marin britannique HMS Trooper (N91) entre Palerme et Naples. Les torpilles dirigées contre le Labor ne touchent pas, tandis que le Forlì est touché à 12h20 et coule rapidement à la position géographique de 40° 11′ N, 14° 23′ E (18 milles nautiques (33 km) au sud de Capri et 23 milles nautiques (42 km) à l'ouest de Punta Licosa),. Le reste du convoi a atteint Naples à 16h30 le même jour.
Le 16 avril 1943 à 1 heure du matin, le Cigno, commandé par le capitaine de corvette (capitano di corvetta) Carlo Maccaferri,, et son navire-jumeau Cassiopea quittent Trapani pour escorter le navire à moteur Belluno, à destination de Tunis. Cette escorte est ensuite renforcée par les torpilleurs Climene et Tifone, qui quittent Palerme deux heures plus tard. Le 16 avril à 2h38, le convoi est attaqué par les destroyers britanniques HMS Paladin (G69) et HMS Pakenham (G06) au sud-ouest de Marsala. Afin de permettre au Belluno de s'échapper indemne avec le Climene et le Tifone, le Cigno et le Cassiopea engagent une bataille contre les deux unités britanniques,,. Le feu est ouvert à 2h48 et la situation tourne rapidement au pire pour les deux navires italiens, plus petits et moins armés. A 2h50 le Cigno marque quelques coups sur le HMS Pakenham, mais en trois minutes le torpilleur est touché aux machines, immobilisé et réduit à l'état d'épave par les canons britanniques,. Également touché par une torpille du HMS Pakenham, vers trois heures, le cigno se brise en deux et coule rapidement à environ dix milles nautiques (19 km) au sud-ouest de Punta Marsala, mais continue à tirer jusqu'à la fin et frappe à nouveau l'unité britannique,,, lui causant des dommages et des incendies. Après avoir dévasté le Cassiopea, les deux navires britanniques se retirent avec de sérieux dommages (à tel point que le HMS Pakenham coule pendant la navigation de retour), tandis que le reste du convoi peut arriver sans encombre à destination,.
Parmi l'équipage du Cigno, 103 hommes sont tués ou portés disparus  (d'autres sources indiquent 103 comme nombre de survivants, mais ce chiffre n'est pas cohérent avec les rapports de la bataille, qui indiquent les pertes du Cigno en une centaine d'hommes ou en tout cas, la plupart de l'équipage). Le commandant Maccaferri, qui est jeté par-dessus bord depuis le plat-bord, fait partie des quelques survivants. Le sous-lieutenant de vaisseau (sottotenente di vascello) Armando Montani, qui commandait l'artillerie et qui est tué, est décoré à titre posthume de la médaille d'or de la valeur militaire

### Commandement
- Capitaine de corvette (Capitano di corvetta) Marcello Pucci Boncambi (né à Pérouse le 21 juillet 1904) (1939)
- Capitaine de corvette (Capitano di corvetta) Mariano Imperiali di Francavilla (né à Naples le 28 décembre 1905) (1940)
- Capitaine de corvette (Capitano di corvetta) Nicola Riccardi (né à Rome le 5 avril 1906) (janvier 1941 - février 1942)
- Capitaine de corvette (Capitano di corvetta) Massimino Franti (né à Pesaro le 18 décembre 1907) (février 1942 - 20 janvier 1943)
- Capitaine de corvette (Capitano di corvetta) Carlo Maccaferri (né à La Spezia le 6 février 1909) (21 janvier - 16 avril 1943)

## Sources
- (it) Cet article est partiellement ou en totalité issu de l’article de Wikipédia en italien intitulé « Cigno (torpediniera) » (voir la liste des auteurs).